# Dějiny Španělska
Dějiny Španělska začaly zhruba před 35 000 lety, kdy se první lidé usadili na Pyrenejském poloostrově. Vlny nájezdníků, osadníků a dobyvatelů přicházely po celá tisíciletí: Iberové byli následováni Kelty, poté Féničany, Řeky a Kartáginci. Po roce 200 př. n. l. se Ibérie postupně zmocnil starověký Řím. Římané poloostrovu přinesli svoji civilizaci, jazyk a později rovněž křesťanství. Součástí Římské říše zůstala Hispánie až do 5. století, kdy zemi ovládli Vizigóti. Po roce 711 se jejími pány stali severoafričtí, muslimští Maurové. Dalších více než sedm staletí kontrolovali muslimové velkou část země, jež byla nazývána Al-Andalus. Svého vrcholu dosáhla islámská kultura na poloostrově v 10. století. Po roce 1000 začala muslimská moc upadat, čehož křesťané ze severu poloostrova využili k jeho postupnému znovudobytí (reconquista). Tento proces byl završen v roce 1492 pádem Granady, posledního maurského státu. V téže době se spojila dvě význačná křesťanská království – Kastilie a Aragonie, což vedlo ke vzniku jednotného Španělska.
V roce 1492 nastala ještě jedna významná historická událost, když mořeplavec Kryštof Kolumbus objevil Nový svět, čímž započala éra španělské říše. Několik následujících staletí představovalo Španělsko největší mocnost v Evropě a v celém světě. Za panování dynastie Habsburků (po nichž nastoupili Bourboni) bylo ohromné bohatství pocházející z kolonií vyplýtváno v nesčetných válkách, které nakonec připravily Španělsko o jeho prosperitu a državy v Itálii a v Nizozemí. Španělská kultura a literatura zažívaly zlatý věk (Siglo de Oro), avšak opakující se bankroty a porážky odsunuly Španělsko na pozici druhořadého státu.
Na počátku 19. století museli Španělé vést válku za nezávislost proti Napoleonovým armádám. Celé toto století se vyznačovalo neustálým neklidem, politickým napětím a občanskými válkami, čehož využili obyvatelé amerických kolonií k získání samostatnosti. Opožděný nástup průmyslové revoluce na konci století vedl k zásadním změnám ve španělské společnosti. I přesto, že si Španělsko zachovalo neutralitu během Velké války, politický chaos pokračoval i v prvních desetiletích 20. století. V roce 1936 zemi zachvátila krvavá občanská válka, jež si vyžádala stovky tisíc obětí. Konflikt skončil nastolením fašistické diktatury generála Francisca Franca, která přetrvala do roku 1975. Diktátorova smrt v témže roce znamenala počátek demokratické přeměny země. Španělsko se záhy poté vyvinulo v moderní, dynamický a demokratický evropský stát.

## Rané dějiny, Kartáginci a Římané (do 5. století)

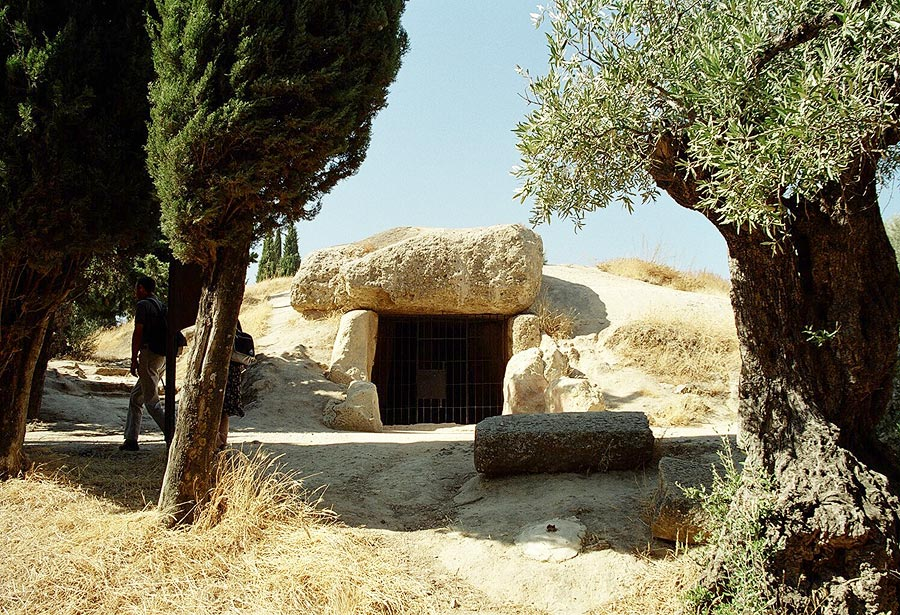
Dolmen Menga, jižní Španělsko

Nejranější důkazy osídlení Pyrenejského poloostrova jsou jeskynní malby z paleolitu, nalezené v jeskyni Altamira v Kantabrii. Od kultur charakteristických pro severní část země se výrazně odlišovala pozdně neolitická kultura rozvíjející se kolem roku 3000 př. n. l. na jihovýchodě Španělska (Almería). Ta se vyznačovala silným severoafrickým vlivem, neboť právě na jihu zřejmě začalo osidlování země Ibery, údajně pocházejícími ze severní Afriky. Podle jiné teorie byli Iberové indoevropského původu. Domněnky o příbuznosti Iberů a dnešních Basků nejsou dosud nijak potvrzeny. Kolem roku 1000 př. n. l. se Iberové vyvinuli v nejvýznamnější etnický element na poloostrově. Řekové proto dali poloostrovu název „Iberský“.
Od 11. století př. n. l. se na jižním pobřeží usazovali Féničané, jejichž kolonie Gades (dnes nazývaná Cádiz) se stala jedním z nejstarších měst Evropy. Zhruba od 7. století př. n. l. zakládali své obchodní stanice (například Málaga) na východním pobřeží také Řekové. Jiným národem, jenž měl rovněž velký podíl na kulturním vývoji na Iberském poloostrově, byli Keltové přicházející z Galie patrně od počátku 7. století. Zřejmě se zde částečně smísili s Ibery, z čehož vznikli Keltiberové. Po první punské válce (264 až 241 př. n. l.) začali severoafričtí Kartáginci systematicky zajišťovat svoji moc na Pyrenejském poloostrově. Po roce 237 př. n. l. ovládli jih a východ poloostrova a k upevnění svého panství založili další města, z nichž nejdůležitější bylo Carthago Nova (dnešní Cartagena). V roce 219 př. n. l. dobyl Hannibal město Saguntum, spojence Římanů, což mělo za následek vypuknutí druhé punské války (218 až 201 př. n. l.). V roce 209 př. n. l. se římský vojevůdce Scipio Africanus zmocnil Carthaga Nova a po vítězství v bitvě u Ilipy vyhnal do roku 205 př. n. l. Kartágince z poloostrova.

Římský akvadukt v Segovii

Římané si zemi podrobili teprve po dvou stech letech krvavých bojů proti Keltiberům a Lusitánům vedených Viriathem. Kmen Kantabrů na severovýchodě Hispánie byl Římany podroben až za Augusta v roce 19 př. n. l. Jediným nezkrotným elementem na poloostrově zůstávali Baskové na severu. Za Augusta bylo dosavadní rozdělení do dvou provincií – Hispania Citerior a Hispania Ulterior („Bližší“ a „Vzdálenější“) – nahrazeno novým členěním: Lusitania, Baetica a Tarraconensis. Z posledně zmiňované byla za Hadriana vyčleněna čtvrtá provincie Galaecia et Asturia (za Diocletiana se počet provincií ustálil na šesti).
Protože Římané protkali zemi množstvím silnic a vybudovali zde četná kastra (vojenské tábory) a kolonie, v nichž se usazovali římští veteráni, byla Hispánie poměrně rychle romanizována a stala se vedle Itálie dalším z center římské kultury. Od 2. století př. n. l. se tyto tábory a veteránské kolonie rozrostly v římská města. Obchod a řemesla zažívaly svůj rozmach a počet obyvatel Hispánie vzrůstal. Císař Vespasianus udělil obyvatelům Hispánie latinské občanské právo. Z Hispánie (v pozdním císařství se začalo ojediněle používat zkrácené Spania) pocházelo mnoho předních římských císařů a taktéž četní literáti jako Seneca mladší, Lucanus, Martialis. V Hispánii se stejně jako v ostatních částech říše šířilo od 1. století n. l. křesťanství. I přes občasná krvavá pronásledování křesťanů, zvláště na konci 3. století, zapustilo toto nové náboženství v zemi pevné kořeny a od panování Konstantina Velikého nabývalo stále větší převahu nad pohanstvím.

## Středověk (5. století – 1492)

### Vizigótské Španělsko
Podrobnější informace naleznete v článku Vizigótská říše → Vizigótská říše v Hispánii.
V 5. století byla Římská říše v důsledku vnitřního rozkladu vystavena ničivým útokům germánských kmenů, které založily v různých částech impéria své nástupnické státy. V roce 406 překročily kmeny Vandalů, Svébů a Alanů zamrzlý Rýn a pronikly do římské Galie. O tři roky později zdolaly Pyreneje a vpadly do Hispánie, již strašlivě vyplenily. V západní polovině poloostrova vytvořili barbaři krátce trvající království, z nichž pouze svébské existovalo v Galicii až do konce 6. století. Někdejší římská provincie Baetica, rozkládající se v údolí řeky Guadalquivir, získala v této době název Andalusie, dokazující přítomnost Vandalů v tomto kraji. V roce 418 se Vizigóti se souhlasem západořímské vlády usadili v jižní Galii jako římští spojenci (foederati). Ve spolupráci s Římany pak porazili Vandaly a Alany v Hispánii a přinutili je k odchodu do severní Afriky. Na přelomu šedesátých a sedmdesátých let 5. století využili Vizigóti definitivního rozvratu římské moci. Pod vedením krále Euricha poté znovu zaútočili na Pyrenejský poloostrov a podmanili si jej.
Hlavním městem vizigótské říše byla nejprve Tolosa (Toulouse), ovšem po porážce v bitvě u Vouillé v roce 507 a následné ztrátě téměř všech galských držav ve prospěch Franků přesunuli Vizigóti sídlo své vlády do města Toletum (Toledo). Byzantincům se kolem roku 560 podařilo dobýt jižní část poloostrova. Nového rozmachu dosáhla vizigótská říše za krále Leovigilda, který si podrobil Svéby a eliminoval Byzantince. Za vlády Rekkareda I. skončila ariánská etapa vizigótských dějin, když Vizigóti přestoupili ke katolické víře, což usnadnilo koexistenci Gótů a Hispanořímanů. Vizigóti však cítili jen nepatrný zájem na zachování blahobytu a rozvoji infrastruktury svých poddaných a státu. To napomohlo ke zhroucení jejich moci, neboť po příchodu Maurů v 8. století se nemohli nikterak spoléhat na loajalitu místního obyvatelstva.

### Al-Andalus – nadvláda Maurů

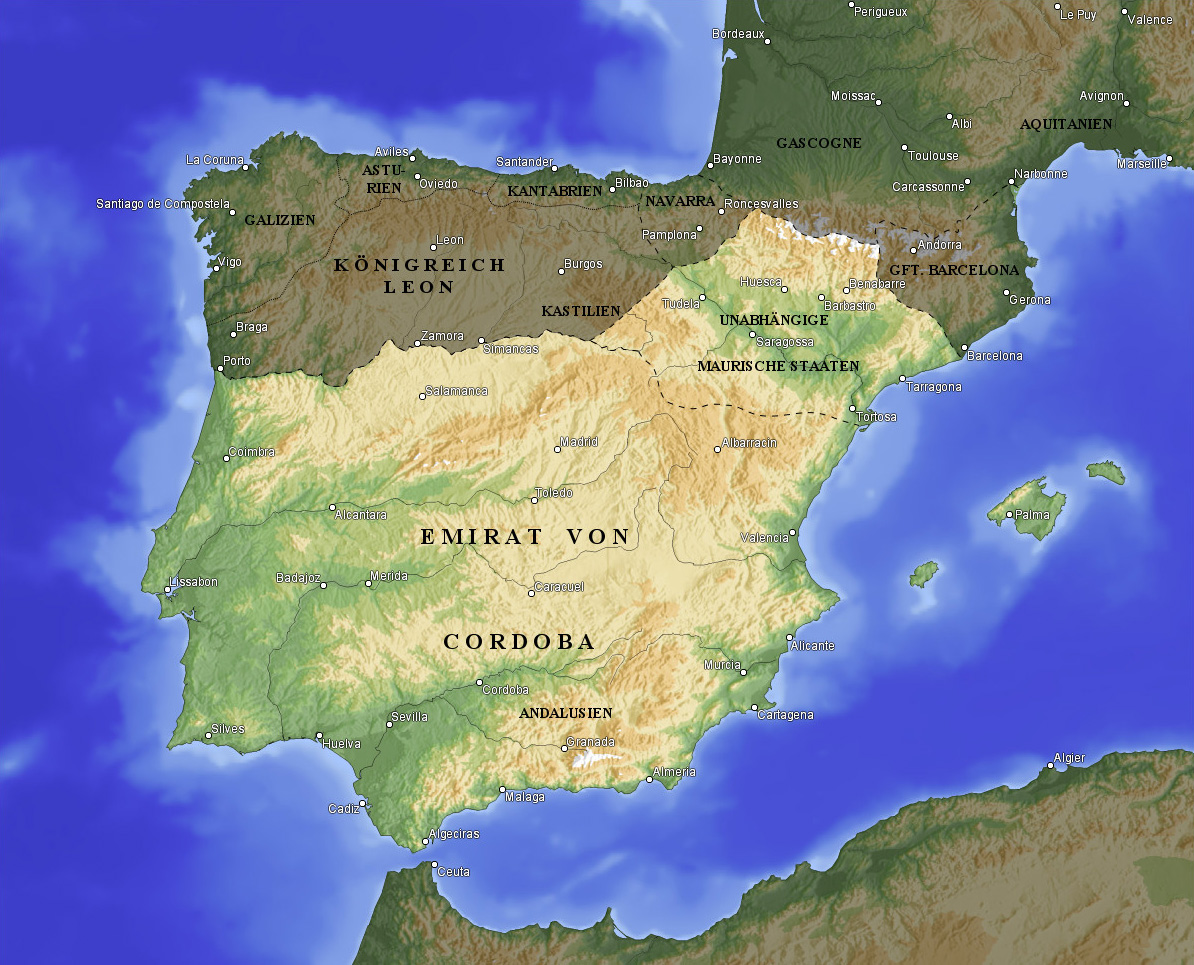
Al-Andalus, Maury ovládaná část Pyrenejského poloostrova kolem roku 910.

V roce 711 překročili muslimští Arabové a Berbeři z oblasti dnešního Maroka Gibraltarský průliv. Jejich velitel Tárik ibn Zijád se vylodil u Gibraltaru (Džebel el Tárik – „Tárikova skála“) a v létě roku 711 přesvědčivě zvítězil v bitvě u řeky Guadalete nad vizigótským králem Roderichem, jenž v boji padl. Muslimové rychle ovládli Toledo, odkud pokračovali ve výbojích na poloostrově. Příchozí Arabové resp. Berbeři (případně souhrnné označení Maurové) s sebou do Španělska přinesli také svoji kulturu a především náboženství – islám. Hlavním městem Al-Andalusu, jak Maurové nazývali Pyrenejský poloostrov, učinili Arabové Córdobu. Do roku 718 ovládli muslimové většinu poloostrova kromě hornatého severozápadu. Brzy po konsolidaci poměrů na Iberském poloostrově pronikli muslimové za Pyreneje a zahájili nájezdy do Akvitánie a Galie. V roce 732 dobyli města Arles a Bordeaux a dále pokračovali na sever na Tours, kde se 10. října střetli v bitvě u Poitiers s franským vojskem, jemuž velel Karel Martel. Arabové byli v tomto střetnutí přemoženi, načež se stáhli zpět na Iberský poloostrov.
Když byli Umajjovci poraženi v chalífátu Abbásovci, Abd ar-Rahmán I., jediný přeživší Umajjovec, uprchl do Španělska, kde založil vlastní říši – córdobský emirát. Al-Andalus se v dalších staletích stal dějištěm bojů mezi arabskými umajjovskými vládci, Berbery ze severní Afriky a křesťanským vizigótsko-římským obyvatelstvem. Berbeři, kteří obdrželi neúrodnou zemi na severu poloostrova, po několika letech slabých úrod opustili své statky a vrátili se zpět do Afriky. Absence muslimské vládnoucí vrstvy v těchto odlehlých oblastech dala vzniknout mocenskému vakuu, jehož využily rodící se křesťanské státy.

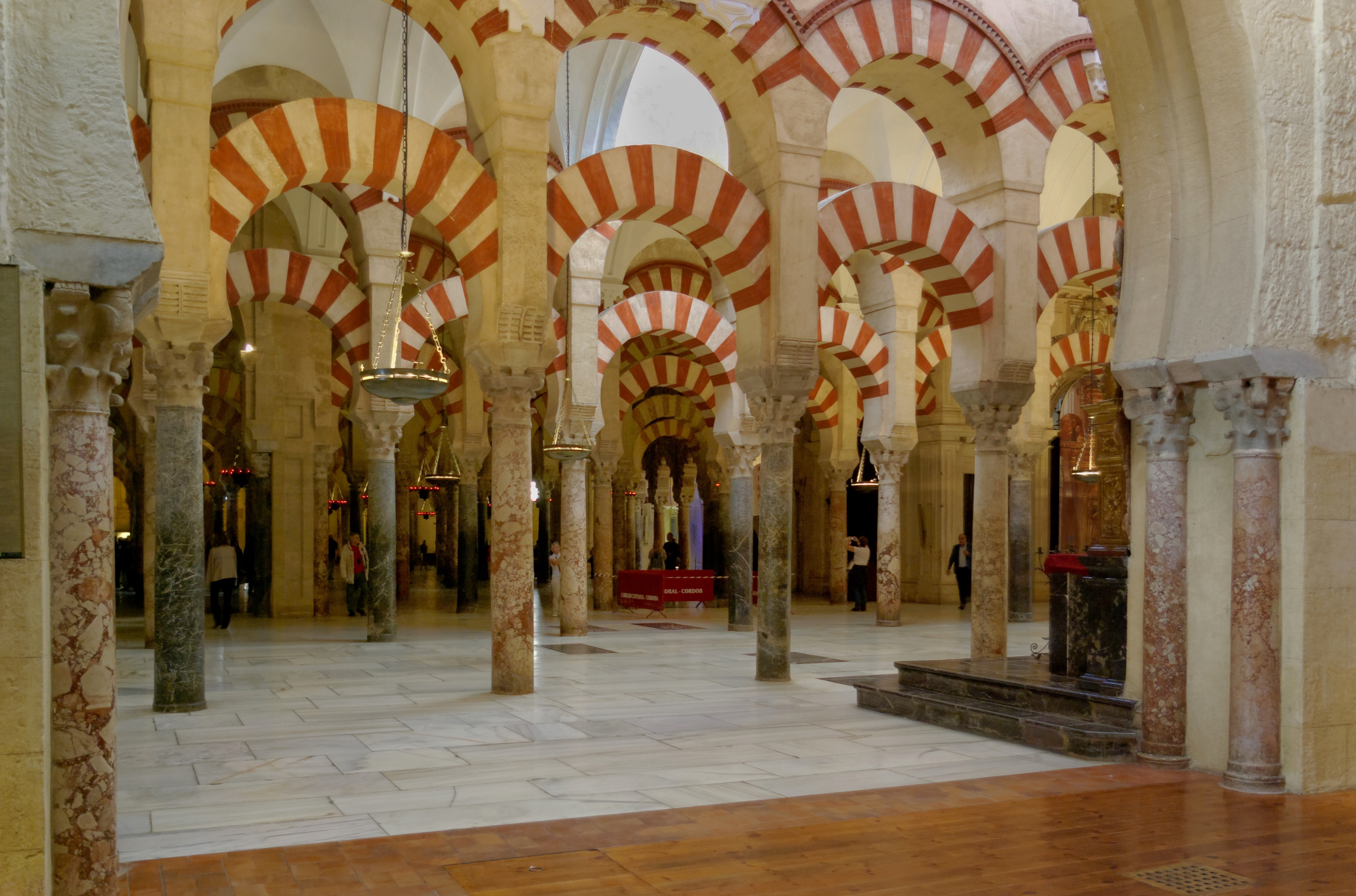
Mezquita – mešita v Córdobě, hlavním městě córdobského chalífátu.

V 10. století vyhlásil Abd ar-Rahmán III. vznik córdobského chalífátu. Za jeho panování dospěla arabská věda a umění na Pyrenejském poloostrově k vrcholu svého rozvoje. Zemi zdobila četná lidnatá a bohatá města: s Córdobou, která byla tehdy největším městem Evropy, soupeřila kvetoucí sídla, jako byla Granada, Sevilla nebo Toledo. Současně docházelo k sice pomalé, ale vytrvalé migraci křesťanů do severních království, jež pozvolna posilovala svoji moc. Al-Andalus si nicméně i nadále udržoval nad křesťanskými království převahu jak z ekonomického a kulturního, tak i vojenského hlediska. Největšího politického vzestupu dosáhl chalífát kolem roku 1000 za místodržitele Abi Amira al-Mansúra (nazývaného Almanzor – „Vítězný“). Po jeho smrti se chalífát ponořil do občanských válek, během nichž se rozpadl na tzv. „taifská království“. Vůči výbojným křesťanským státům na severu poloostrova se však jejich vládcové ukázali jako zcela bezmocní, načež jen s velkou nelibostí povolali do země severoafrické Almorávidy, kteří zde vytvořili almorávidskou říši. Po jejím zhroucení ve 12. století byla nastolena vláda Almohadů. V roce 1212 byli Almohadé poraženi spojeným křesťanským vojskem v bitvě u Las Navas de Tolosa. V polovině 13. století existoval ve Španělsku už pouze jediný nezávislý muslimský stát, Granada. 2. ledna 1492 Mohamed XII. Boabdil, jeho poslední sultán, kapituloval, čímž maurská etapa v dějinách Španělska skončila.
Al-Andalus zůstává dodnes zachován v povědomí muslimů a Evropanů jako příklad nejvyspělejší arabské a islámské kultury. Díla autorů z doby starověkého Řecka (například Platón, Aristotelés, Pythagoras a mnoho jiných), která nebyla v soudobé křesťanské Evropě známa, byla arabskými učenci přeložena do arabštiny a jejich teoretická i praktická hodnota byla zachována a dále rozvíjena. Po vítězství křesťanů se tato díla dostala do rukou Evropanů a v pozdějších staletích napomohla k rozvoji renesance. Před dobytím Almorávidy se Andalusie vyznačovala ovzduším vzájemné tolerance mezi muslimy a náboženskými obcemi křesťanů a židů. Teprve s nástupem Almorávidů se prosadil silný náboženský dogmatismus a intolerance.

### Reconquista

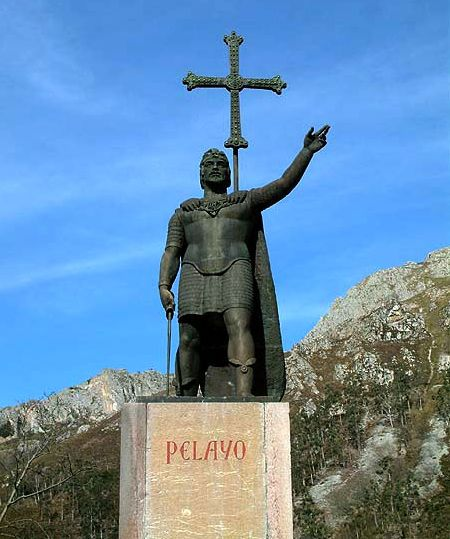
Don Pelayo – památník na místě bitvy u Covadongy

S vyháněním Maurů ze Španělska údajně začal vizigótský šlechtic a první král Asturie, zvaný Pelayo (vládl 718–737), který s nimi svedl vítěznou bitvu u Covadongy v roce 722. Pelayův zeť Alfonso I. dobyl téměř celou Galicii, včetně města Santiaga de Compostela, jež se stalo poutním místem kvůli zdejšímu hrobu svatého Jakuba. Přesto představa reconquisty jako určitého nepřetržitého a cílevědomého procesu trvajícího osm staletí je historicky nepřesná. Křesťanské státy v severním Španělsku se mezi sebou střetávaly takřka stejně často jako s muslimy na jihu.
V roce 778 vytáhl franský král Karel Veliký se svým vojskem do severního Španělska. V dalších letech pokračovali Frankové ve svých tažení na poloostrov a odňali Maurům Barcelonu. Na počátku 10. století využil asturský král Alfonso III. úpadku španělských Umajjovců a posunul hranice království k řece Duero. Jeho syn García I. přemístil hlavní město na jih do Leónu a království tak bylo nadále známo pod tímto jménem. Království brzy rozšířilo své území východním směrem k městu Burgos. Na ochranu této nově dobyté země a zde usazených rolníků bylo vybudováno veliké množství hradů – kastelů, podle nichž byl tento kraj nazván Kastílie. Navarrský král Sancho III. ovládal Aragonii, Asturii, Kastílii a část Leónu a učinil z Navarry vůdčí stát křesťanského Španělska. V roce 1028 určil Sancho svého druhého syna Ferdinanda za vládce kastilského hrabství. Ten později sjednotil většinu otcových držav pod svým vedením a zahájil intenzivní postup křesťanů na jih. Ferdinandova říše byla po jeho smrti rozdělena mezi jeho tři syny. Alfons VI., nejúspěšnější z nich, si podrobil všechny někdejší otcovy domény. Během jeho vlády byl z Kastílie vypovězen El Cid, španělský národní hrdina a hlavní postava stejnojmenného středověkého eposu, který na Maurech dobyl Valencii. Zhroucením córdobského chalífátu se Al-Andalus rozpadl do mnoha drobných, mezi sebou válčících států, což přispělo k expanzi Alfonsova království na jih, završené obsazením Toleda v roce 1085. Pokračujícímu postupu křesťanů zamezil až příchod Almorávidů.
Nástupem Ferdinanda III. v Leónu v roce 1230 byly Kastílie a León trvale sjednoceny. Ferdinand bojoval po celou svou vládu proti Maurům, jejichž osud na poloostrově byl zpečetěn po bitvě u Las Navas de Tolosa, v níž je porazil Ferdinandův děd Alfons VIII. V průběhu 13. století byla dobyta většina území Al-Andalusu s výjimkou Granady, jež si vykupovala svoji nezávislost placením tributu. V době Ferdinandova panování byla založena univerzita v Salamance – jedna z nejstarších v Evropě. Jeho nástupce Alfons X. Moudrý napomohl k návratu klasické vzdělanosti do křesťanské Evropy zpřístupněním duchovního bohatství muslimských knihoven a univerzit.
Severovýchodní části křesťanského Španělska dominovala Aragonie. Její vládci postupně opanovali Zaragozu, Barcelonu a Baleárské ostrovy. Po ovládnutí Valencie v roce 1238 zaměřili aragonští králové svoji pozornost na východ. Na přelomu 13. a 14. století se zmocnili Sicílie, Sardinie a v roce 1442 také Neapolského království. Katalánie a obzvláště Barcelona se rozvinuly v hospodářské a obchodní centrum evropského významu.

## Počátky novověku (1492–1700)

### Na cestě ke světové říši

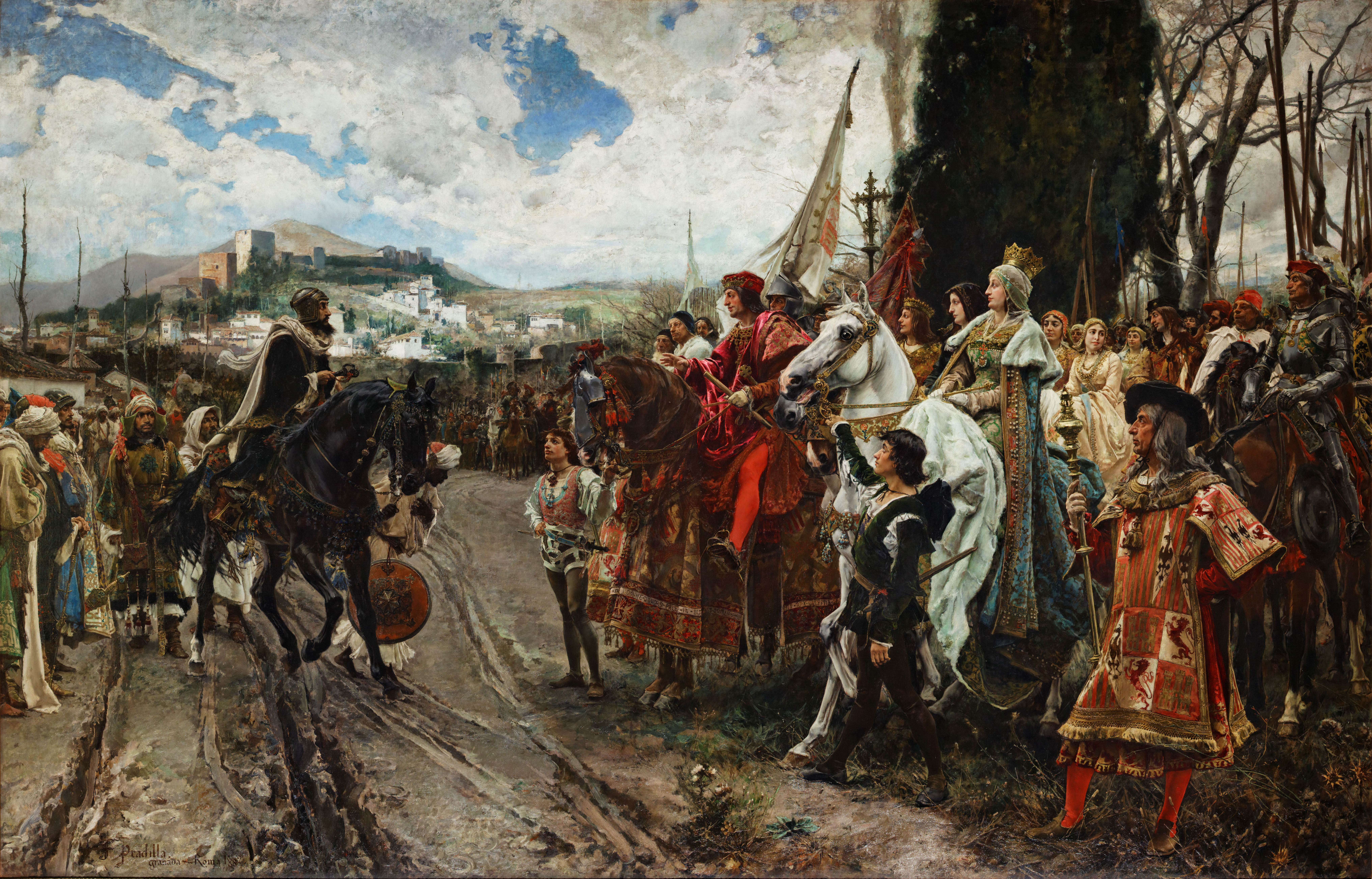
Boabdil předává Granadu španělskému královskému páru (obraz z roku 1643)

Svatba Isabely Kastilské, dědičky Kastílie a Leónu, s Ferdinandem II., dědicem Aragonie, v roce 1469 znamenala počátek politického, náboženského a ekonomického sjednocování Španělska. Ve snaze omezit vliv šlechty a cortesů (sněmů) byla v zemi v roce 1480 zavedena inkvizice. Ta sloužila především v církevních záležitostech, avšak záhy se vyvinula v prostředek politického nátlaku vůči šlechtě. Moc šlechty byla rovněž podlomena zavedením systému pravidelného výběru daní a bouráním hradů. Po dobytí poslední maurské pevnosti – Granady – v roce 1492 vydali Isabela a Ferdinand edikt, jímž bylo Židům nařízeno přijmout křest, nebo opustit zemi. Nastalé stíhání a odchod sefardských Židů způsobily zemi nenapravitelné kulturní a hospodářské škody. Ve vztahu k Maurům byla do počátku 16. století zachovávána jistá míra tolerance. Přesto v roce 1499 bylo asi 50 000 Maurů v Granadě přinuceno kardinálem Cisnerosem v hromadném křtu ke konverzi. Během následného povstání byli všichni, kteří se odmítli stát katolíky nebo se nechat deportovat do Afriky, systematicky zmasakrováni.
Historicky nejzávažnější událostí vlády katolických králů (Reyes Católicos) se stala zpočátku spíše málo významná skutečnost. V roce 1492 Isabela a Ferdinand podpořili výpravu Janovana Kryštofa Kolumba k nalezení západní námořní trasy do Indie. Po několikatýdenní plavbě přistál Kolumbus 12. října 1492 u jednoho z bahamských ostrovů a objevil tak Nový svět. Tím začalo období dobývání Ameriky a podmanění původního obyvatelstva Španěly (takzvaná conquista) které trvalo zhruba do poloviny 16. století. Kolumbovy výpravy přinesly nejprve pouze skromné výsledky. Expanze Španělska na americký kontinent byla zahájena až v prvních desetiletích 16. století vyvrácením říše Aztéků v Mexiku Hernánem Cortésem v roce 1521 a dobytím říše Inků v Peru Franciscem Pizarrem v roce 1533. Do poloviny 16. století patřila Španělsku téměř celá Střední a Jižní Amerika a Florida.
V důsledků politiky aliancí s ostatními evropskými monarchiemi a dobytí Jižní Ameriky a Západní Indie, se Španělsko povzneslo na pozici světové říše. Smlouvou z Tordesillas, dojednanou v roce 1494 papežem Alexandrem VI. mezi Portugalskem a Španělskem, byla zámořská území rozdělena mezi tyto dva státy. Španělsko bohatlo z obrovského přílivu zlata a stříbra z Nového Světa, ovšem enormní množství drahých kovů mělo za následek obrovskou inflaci, která zlikvidovala konkurenceschopnost španělského obchodu a výroby. Španělsko se stalo životně závislým na příjmech z kolonií. To společně s vypovězením ekonomicky nejvitálnějších vrstev obyvatelstva (Židů a Maurů) zapříčinilo hospodářský kolaps Španělska v dalších staletích.

### Za vlády Habsburků: vrchol a pád španělské moci
Hlavním soupeřem Španělska byla na počátku 16. století Francie, s níž se Španělé střetávali na společné hranici a také ve sporných italských územích. Prostřednictvím dynastických sňatků navázalo spojenectví s jinými protifrancouzsky laděnými státy v Evropě. Mladší dcera královského páru Kateřina Aragonská se provdala za syna anglického krále Jindřicha VII., Artura, zatímco starší dcera Jana I. Kastilská si vzala Filipa I. Sličného, syna císaře Maxmiliána I. z rodu Habsburků. Po smrti Isabely Kastilské v roce 1504 se Jana stala královnou a Filip I., jako její manžel, králem Kastílie, čímž započala nová éra v dějinách země – vláda Habsburků.

#### Panování Karla V. a Filipa II.

Karel V. u Mühlbergu, obraz namalovaný v roce 1548 Tizianem.

Když Filip v roce 1506 zemřel a jeho manželka Jana byla prohlášena za slabomyslnou, byl Ferdinand ustaven poručníkem jejich nezletilého syna a svého vnuka Karla V. (1516–1556). Po Ferdinandově smrti se Karel ujal vlády nad Kastílii a Aragonií, jež byly od tohoto okamžiku trvale spojeny. Roku 1519 byl zvolen králem Svaté říše římské a jako nejmocnější panovník své doby vládl říši, „nad níž slunce nikdy nezapadalo“. Španělská říše zahrnovala kromě vlastního Španělska i državy v Itálii, Americe, dále Burgundsko, Nizozemí a rakouské země (ty v roce 1521 přenechal svému bratrovi Ferdinandovi I., rozdělením moci nad habsburskými državami mezi bratry Karla V. a Ferdinanda I. došlo k rozdělení rodu na španělské a rakouské Habsburky).
V roce 1520 povstali proti Karlovým absolutistickým a centralistickým tendencím tzv. comuneros – obyvatelé kastilských měst a nižší šlechta. Vzpoura byla s pomocí vyšší šlechty do roku 1522 poražena, což umožnilo pozvolné zavedení centrálních úřadů. Zahraniční politice dominoval – vedle dobývání Nového Světa – konflikt s Francií, jíž tehdy vládl Karlův úhlavní sok František I., o území v Itálii a Burgundsku a o pozici přední mocnosti kontinentu. Celkem čtyři války proti Francii nepřinesly vítězství ani jedné straně. Další významný zahraničněpolitický konflikt představoval boj proti osmanské říši v západním Středomoří. Karlovy podniky proti muslimům však vykazovaly jen krátkodobé úspěchy. Přestože Karel pobýval po většinu své vlády mimo Španělsko a přes počáteční vnitropolitické těžkosti, jímž bylo jeho panování vystaveno, se ve Španělsku těšil rostoucí oblibě. Tento paradox lze přičíst rychlému vzrůstu blahobytu Španělska, který byl zapříčiněn dovozem stříbra a zlata z Ameriky, vzmáhající se výrobou a obchodem a hrdosti Španělů na velmocenské postavení jejich země.
V roce 1556 Karel V. abdikoval a přenechal španělský trůn svému synovi Filipovi II. (1556–1598). Situace státu byla v době jeho nástupu relativně stabilní. Zabezpečení rozlehlých teritorií mimo Španělsko, stejně jako Filipův důraz na provádění politiky protireformace měly ale za následek zdlouhavé a stále nákladnější války. Vyčerpávající střetnutí s Francií bylo ukončeno mírem z Cateau-Cambrésis v roce 1559. Smrtí královny Marie I., provdané za Filipa, ztratilo Španělsko v Anglii svého spojence. V roce 1571 se Filip postavil do čela Svaté ligy, jež v námořní bitvě u Lepanta uštědřila ničivou porážku Osmanům. V roce 1581 byl Filip uznán portugalskými cortesy za krále. Sjednocením s Portugalskem s jeho koloniálním územím dosáhlo Španělsko svého největšího územního rozsahu a stalo se nejvýznamnější říší 16. století.

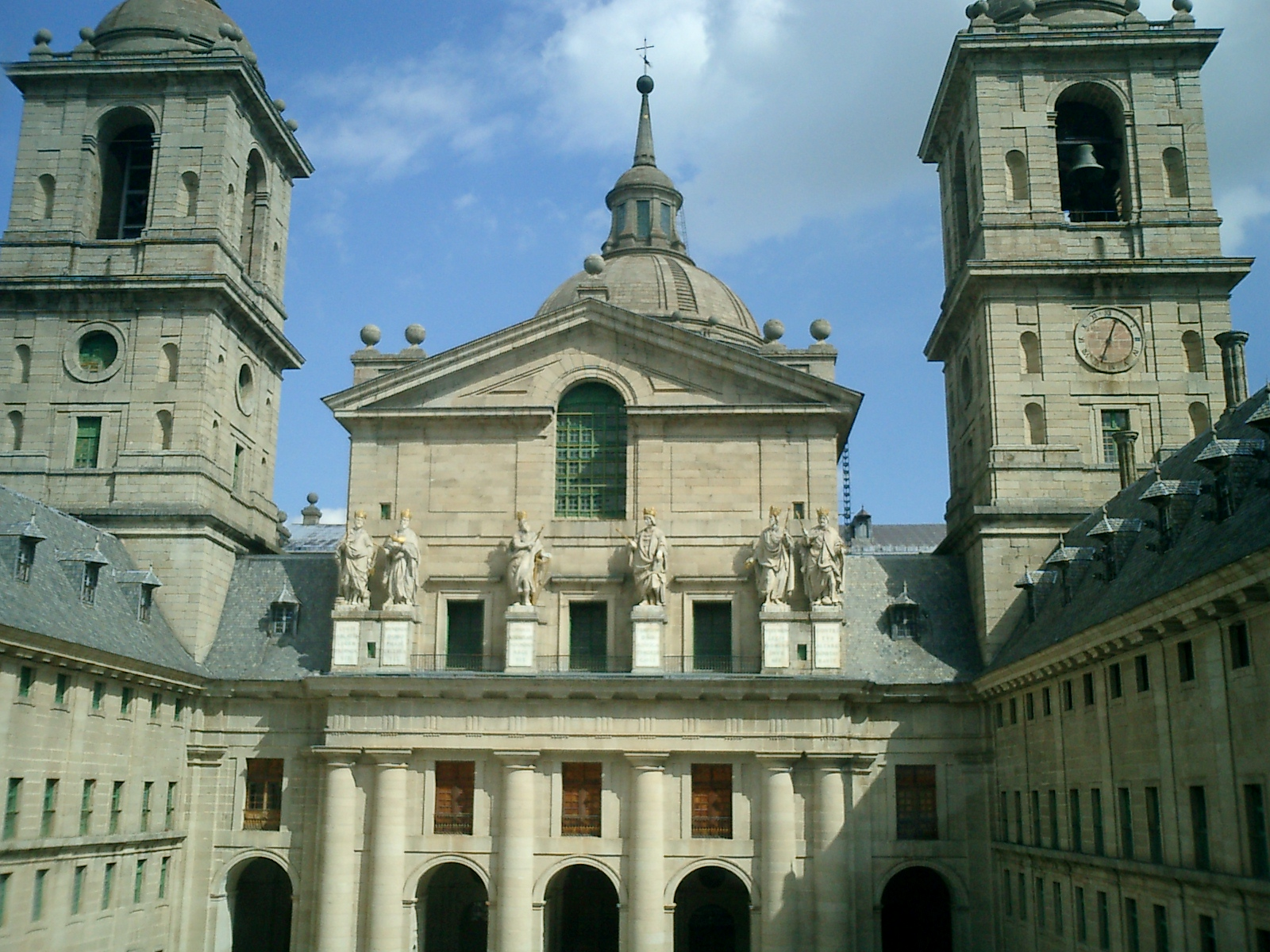
Palác El Escorial vybudovaný za Filipa II. poblíž Madridu.

Filipova absolutistická politika a jeho rigidní rekatolizační úsilí vyprovokovaly protestantské holandské stavy k povstání, které se vyvinulo v nizozemský boj za nezávislost v letech 1568 až 1648. Sedm severních, převážně kalvínských provincií vyhlásilo svoji nezávislost na Španělsku, zatímco deset jižních katolických provincií zůstalo jako Španělské Nizozemí součástí španělské říše. Navíc Anglie se za vlády protestantské královny Alžběty I. začala prosazovat jako stále důležitější námořní síla. Alžběta se stavěla benevolentně k přepadům španělských lodí anglickými korzáry, jako byl Francis Drake. V roce 1588 vypravil Filip k anglickým břehům mocné loďstvo – Armadu. Ta měla Anglii dobýt a ukončit éru anglického protestantismu a podpory holandským rebelům. Avšak Armada utrpěla v Lamanšském průlivu těžkou porážku, v níž byla většina španělských lodí Angličany zničena nebo poškozena. Po zdolání namáhavé zpáteční cesty se trosky pyšné Armady vrátily do Španělska, jež se ocitlo na pokraji hospodářského kolapsu. Nepřetržité války pozřely veškeré bohatství plynoucí z kolonií, což krále přimělo uvažovat o získání dalších prostředků k rozmnožení státních příjmů. Každý majetek (s výjimkou církevního) a každá živnost byly zatíženy vysokými daněmi. Gigantické dluhy si vyžádaly zhoršení mince, tituly a úřady byly na prodej. Král také odstranil poslední zbytky politické svobody a podrobil všechny stavy neomezenému despotismu. Paralelně k politickému úpadku země zažívala španělská kultura prudký rozmach. Pro umění a literaturu ve Španělsku započalo „zlaté období“.

#### Krize a úpadek
Filip III. (1598–1621) se odklonil od politiky svého otce a po většinu své vlády zastával mírový kurs. Ze Španělska bylo vypovězeno zbývajících 250 000 Morisků (pokřtěných Maurů), čímž bylo vážně oslabeno státní hospodářství. Španělsko dosáhlo za Filipa III. největšího kulturního rozkvětu, přičemž zde působili výjimeční jedinci, jako byli Miguel de Cervantes nebo El Greco.

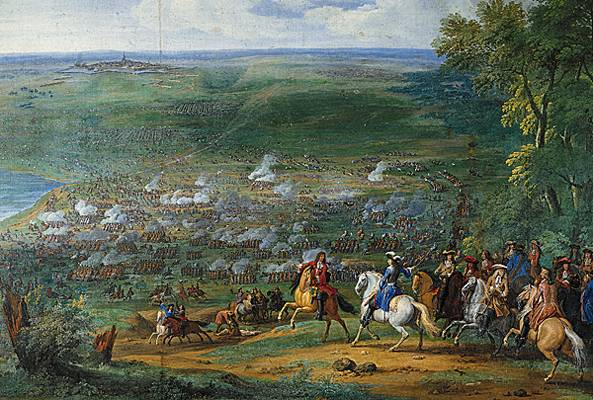
Bitva u Rocroi (1643), definitivní konec španělské dominance.

Rovněž Filip IV. (1621–1665) dával před politikou přednost kultuře a umění. Vládní záležitosti si vzal na starost králův důvěrník hrabě Olivares, jenž snil o obnovení habsburské světové říše a o vítězství katolicismu. Španělsko obnovilo válku s Nizozemím a navíc se připojilo na stranu rakouských Habsburků během třicetileté války. Španělské nároky na světovládu byly však pouhým přeludem, neboť jeho hospodářství bylo v této době příliš zdevastované. Další bankrot a zvýšení již tak obrovských daní vedl v roce 1640 k povstání v Portugalsku a Katalánii. Přijetím vestfálského míru v roce 1648 Španělsko konečně uznalo nezávislost Nizozemí a rovnoprávnost protestantů v Německu. V pyrenejském míru, který v roce 1659 ukončil konflikt s Francií, se Španělé zavázali odstoupit hrabství Rousillon a část Španělského Nizozemí. Přednostní postavení Španělska tím vzalo za své a novým evropským hegemonem se stala Francie.
Karel II. (1665–1700) byl slabý a nemocný vládce, jehož oblíbenci, kteří za něho vykonávali vládu, nebyli schopni zastavit hroucení Španělska. Pokračující útoky Francie za vlády Ludvíka XIV. přispěly k rozsáhlým územním ztrátám. Na konci vlády Karla II. počet obyvatel Španělska značně poklesl. Poddaní opustili četná sídla, celé pásy země se změnily v pustinu. Státní příjmy byly navzdory tvrdému daňovému útisku a téměř loupeživým finančním opatřením redukovány do té míry, že král nemohl platit úředníky, vojáky a ani vlastní služebnictvo. V některých provinciích došlo kvůli nedostatku peněz k návratu ke směnnému obchodu. Smrtí bezdětného Karla II. 3. listopadu roku 1700 habsburská vláda skončila.

## Doba osvícenství, revoluce a napoleonských válek (1700–1814)
Karel určil svým dědicem Filipa z Anjou, vnuka Ludvíka XIV. z rodu Bourbonů, který nastoupil jako Filip V. (1700–1746) na španělský trůn, ačkoli se odmítl vzdát nároku na francouzskou korunu. Ihned poté prohlásil Leopold I., habsburský císař Svaté říše římské, svého mladšího syna Karla za španělského krále. Podpory se mu dostalo ze strany koalice, v níž se spojila většina evropských států, aby čelila hrozícímu sjednocení Španělska a Francie. Válka o dědictví španělské začala lépe pro Bourbony, nicméně po porážce v bitvě u Höchstädtu v roce 1704 byli Francouzi a Španělé zatlačeni do defenzívy. V následujícím roce dobyli Habsburkové Barcelonu a opanovali také Katalánii. Poté, co se Francouzi úspěšně ubránili v bitvě u Malplaquet v roce 1709, nastal postupný rozpad protibourbonské koalice. Filip V. byl utrechtským mírem uznán španělským králem – ovšem za podmínky, že se Španělsko a Francie nikdy nespojí. Španělsko se navíc muselo vzdát svých území v Nizozemí a Itálii. Katalánie setrvala součástí království na rozdíl od Gibraltaru, jehož se zmocnila Velká Británie.

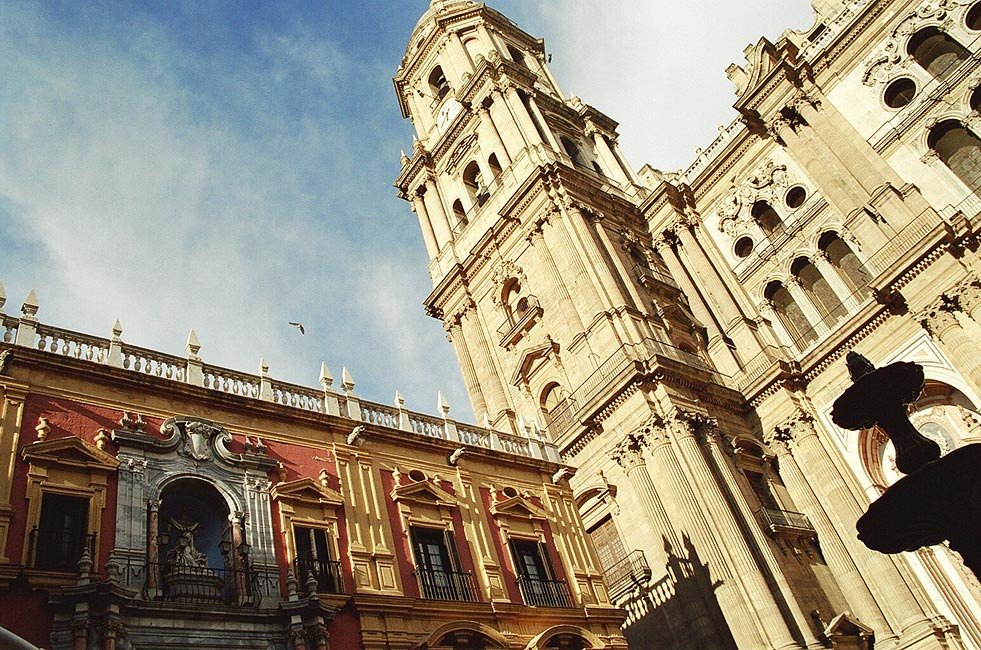
Katedrála a palác Episcopal v Málaze

Přestože první boubonský král nebyl nijak zvlášť významný, ze své vlasti přinesl zcela nový systém vlády a dodal rozvrácenému Španělsku novou energii a stabilitu. Francouzi a Italové, jež Filip dosadil do vrcholných funkcí ve správě a ve vojsku a mezi nimiž vynikal především Guilio Alberoni, nyní ve Španělsku zaváděli správní principy uplatňované ve Francii. Španělsko tak kráčelo ve šlépějích francouzského absolutismu. Obchod, výroba, věda a umění byly podporovány, přetrvávající lokální práva a výsady v Katalánii a Aragonii byly odstraněny a rovněž byl zaveden jednotný daňový systém (Decreto de Nueva Planta). Blahodárné účinky těchto opatření nebyly neomezené (státní finance se stále nacházely v troskách), královská vláda se přesto ukázala být až překvapivě pružná. Když však chtěla omezit přílišný vliv a zneužívání moci církve, narazila u lidu na všeobecný odpor, jemuž Filip V. raději ustoupil. Církev slavila svůj triumf nad královskou mocí, který zakonzervoval stávající pozici inkvizice. Španělské zásahy na straně Francie přispěly k opětnému získání kontroly nad Neapolskem a Sicílií.
Vláda Ferdinanda VI. (1746–1759) byla pro zemi prospěšná, neboť se vyznačovala šetrností a dlouhým obdobím míru. Znatelný pokrok ve vývoji k modernímu státu znamenalo panování osvíceného absolutisty Karla III. (1759–1788). I přes své náboženské založení byl Karel státníkem, jenž se snažil Španělsko zreformovat a učinit ho rovnocenným ostatním evropským mocnostem. Účast Španělska na sedmileté válce proti Velké Británii po boku Francie zpočátku rušila jeho reformní činnost. Španělsko v této válce sice dočasně ztratilo Floridu, ale jako náhradu obdrželo rozlehlou Louisianskou kolonii západně od řeky Mississippi. V roce 1767 se Karlovi podařilo vypudit ze země jezuity. Tím byly odstraněny nebo omezeny nešvary a přehmaty duchovenstva, čímž se prohloubila spolupráce mezi státem a církví. Mnoho reforem zůstalo ovšem pouze na papíře, jelikož Španělsko si nadále zachovávalo svoji agrární podobu a postrádalo proto nezbytné kapacity k provedení reforem. Třicetileté Karlovo úsilí o rozvoj hospodářství a uvolnění obchodu s Amerikou přineslo tudíž jen částečně své ovoce. Nesporný pokrok ve vzdělávání obyvatelstva a posilování blahobytu země mohl přinést trvalé výsledky, pokud by byl Španělsku dopřán čas k pokračování v reformách. Nadějné začátky realizované za Karla III. přišly však za vlády jeho nástupce Karla IV. zcela nazmar.

### Španělsko během revoluce
Karel IV. (1788–1808), dobromyslný, ale naprosto neschopný panovník, byl zcela ve vleku své manželky Marie Luisy Parmské. Ta nechala odstranit schopné ministry Karla III. a na jejich místo dosadila svého milence, Manuela Godoye. Politikou preferování svých oblíbenců, korupcí a intrikami uvedl Godoy státní finance do nepořádku. Svržení Bourbonů ve Francii Španělsko nečinně přihlíželo, nicméně po popravě Ludvíka XVI. v roce 1793 a urážkách konventu vyhlásilo revoluční Francii válku. Ta byla vedena s bezpříkladnou neschopností, přesto se v roce 1795 podařilo uzavřít vcelku příznivý mír. Španělsko upadlo do naprosté závislosti na Francii, což Godoy lehkomyslně stvrdil v červnu 1796 smlouvou ze San Ildefonso. Ačkoli se země ještě plně nevzpamatovala z předchozí porážky, byla zatažena do konfliktu s Británií. Kvůli nepřipravenosti své flotily bylo Španělsko odříznuto od svých kolonií v Americe a v důsledku toho bylo vážně poškozeno jeho hospodářství. Mírem z Amiensu v roce 1802 Španělsko odstoupilo Británii pouze Trinidad, jeho vláda v amerických koloniích byla ovšem otřesena a státní finance zruinovány. Absence průmyslové revoluce zemi mocensky i hospodářsky odsunula za státy jako Británie nebo Francie.
I přes tento neuspokojivý stav zapletl Godoy zemi do nové války s Británií, v níž Španělsko přišlo po porážce v bitvě u Trafalgaru (21. října 1805) o svoji poslední flotilu. Národ všechny tyto nezdary trpělivě snášel a nijak nepoklesl v bezmezné loajalitě. Godoy dokonce usiloval o získání královské koruny Portugalska. Aby toho dosáhl, spojil se v roce 1807 s Francouzi a dovolil Napoleonovým armádám překročit Pyreneje. Nato vypuklo v březnu 1808 v Aranjuez lidové povstání. Godoy byl svržen a Karel IV. přikročil pod tlakem rozhořčeného lidu k abdikaci ve prospěch svého syna Ferdinanda. Ten jako Ferdinand VII. vstoupil 24. března do Madridu, avšak Karel IV. vzal krátce poté svoji abdikaci zpět. Francouzský císař následně pozval španělskou královskou rodinu do Bayonne, kde se Ferdinand po menším zdráhání vzdal královské koruny ve prospěch otce, jenž svůj nárok na vládu postoupil Napoleonovi.

### Válka za nezávislost

Poprava povstalců v Madridu 3. května 1808, obraz od Francisca Goyi.

Napoleonův bratr Josef Bonaparte byl prohlášen králem Španělska a v červenci 1808 dorazil do Madridu. Španělský národ se ale touto novou, z ciziny dosazenou vládou cítil ponížen. Již před Josefovým příchodem se proti Francouzům rozhořelo celonárodní povstání. Velení vzbouřenců se sice dopustilo některých chyb, nicméně jeho výzvou ke gerilové válce v prosinci 1808 nastal v bojích zásadní zvrat. Útoky guerrilleros vyčerpávaly francouzské okupanty a znemožňovaly jim využít jejich vítězství v otevřených bitvách.
K podpoře povstalců přispěla tažení Britů do Španělska vedených Arthurem Wellesleyem, pozdějším vévodou z Wellingtonu, třebaže Britové byli vždy po určitých dílčích úspěších přinuceni Francouzi k ústupu do Portugalska. V lednu 1810 pronikla francouzská vojska do Andalusie a v srpnu vpadlo 80 000 Francouzů do Portugalska s cílem vyhnat Brity. Porážka povstalců se zdála být neodvratnou, zvláště když se vyšší a majetnější vrstvy obyvatelstva začaly přidávat na stranu bonapartistického krále. Do Cádizu byly svolány cortesy, jež v roce 1812 vypracovaly první moderní, liberální ústavu Španělska. Ta počítala se vznikem konstituční monarchie, v níž by zákonodárná pravomoc náležela cortesům a kromě jiného rušila inkvizici. V Portugalsku se zatím Wellesley úspěšně ubránil francouzským útokům, jejichž dlouhé zásobovací linie byly napadány španělskými povstalci. V lednu 1812 zahájil nové tažení do Španělska a v srpnu vtáhl do Madridu. Pod tlakem francouzských vojsk byl znovu přinucen k ústupu do Portugalska, avšak katastrofa Napoleonova vojska v Rusku měla zásadní dopad na vývoj války na Pyrenejském poloostrově. V červenci 1813 byli Francouzi definitivně poraženi a před vytrvale postupujícím Wellesleyem se stáhli zpět za Pyreneje.

## Španělsko v 19. století (1814–1921)

### Krize monarchie
Po porážce Napoleona se chopil španělského trůnu Ferdinand VII. (1814–1833), který ale odmítl přísahat věrnost ústavě, dal rozehnat cortesy a pokračoval v autoritativním stylu vládnutí svých předchůdců. Španělsko se smířilo s Ferdinandovým odepřením ústavy, zatímco španělské kolonie v Americe nikoli. K potlačení revoluce v koloniích byly do Ameriky vysílány velké kontingenty vojáků. Nicméně Španělsko, hospodářsky rozvrácené válkou s Francouzi, nebylo schopné platit své vojáky a v roce 1820 vypukla ve vojsku v Cádizu vzpoura. Povstalci, v jejichž čele stál Rafael del Riego, snadno ovládli většinu země a přinutili krále přijmout ústavu z roku 1812. Tři roky trvající liberální vláda (tzv. trienio liberal v letech 1820-1823) vyústila v občanskou válku, jež se stala předzvěstí dalšího vývoje Španělska. Vláda liberálů, kteří evropským králům až příliš připomínali francouzské revolucionáře, skončila po intervenci francouzského vojska. Ferdinand byl znovu ustaven absolutistickým vládcem země, ovšem americké kolonie byly pro Španělsko ztraceny, když v roce 1824 poslední španělská armáda na americkém kontinentu podlehla revolucionářům vedeným Bolívarem a San Martínem v bitvě u Ayacucha.

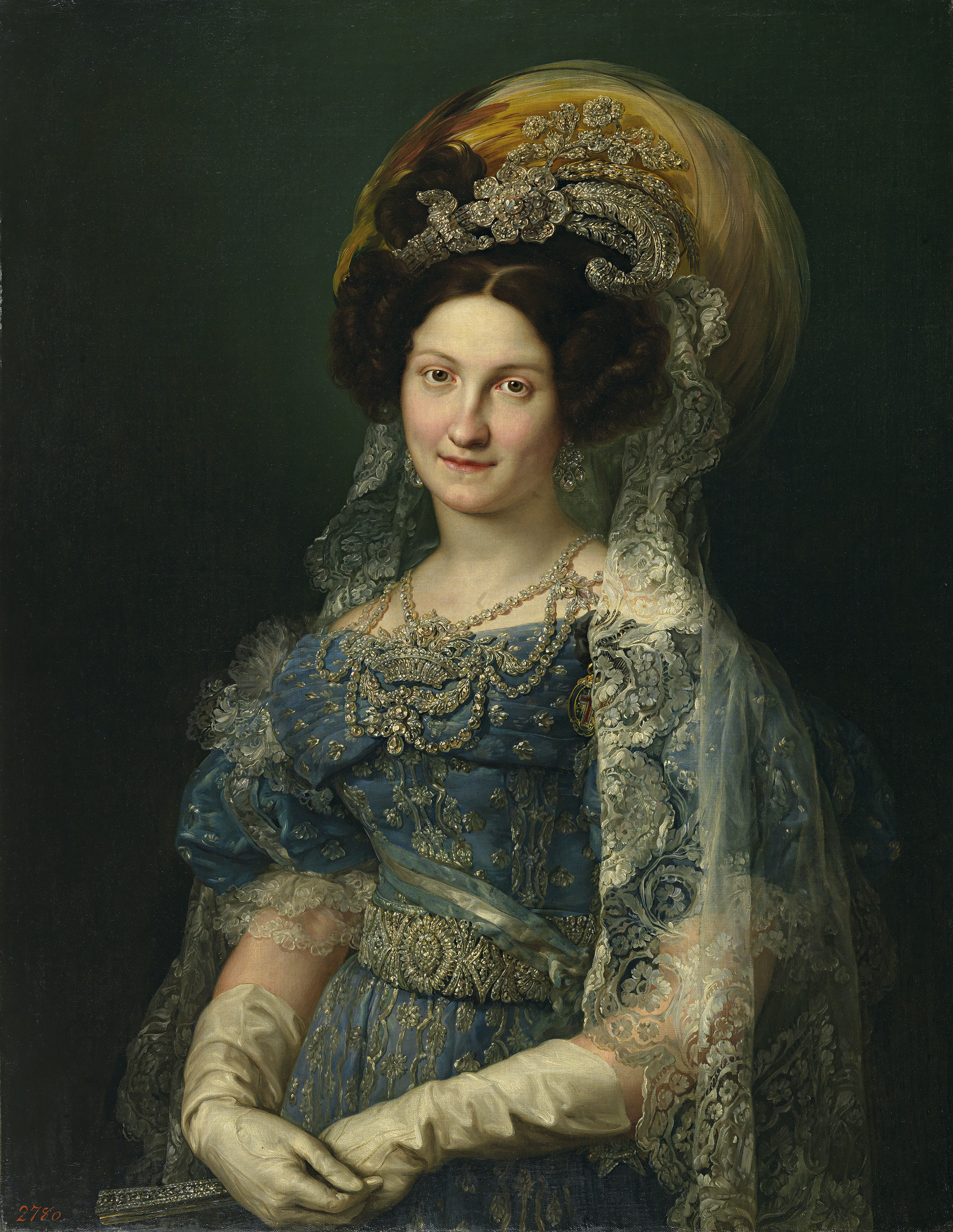
Marie Kristýna Bourbonská, španělská regentka v letech 1833–1840

Období neklidu pokračovalo v celém následujícím desetiletí. Jelikož Ferdinand neměl žádného mužského dědice, zdálo se, že se Ferdinandovým nástupcem stane jeho bratr Don Carlos. Ferdinand místo toho zajistil nástupnictví své dceři Isabele, načež Don Carlos uprchl do exilu. Ferdinandova smrt v roce 1833 a nástup jeho tehdy tříleté dcery Isabely II. (1833–1868) na trůn zažehl konflikt, jenž se měl stát první z celkem tří karlistických válek. Don Carlos vpadl do Španělska, kde získal podporu reakčních a konzervativních kruhů tzv. karlistů. Isabelina matka Marie Kristýna Neapolsko-Sicilská byla jmenována regentkou do doby, než její dcera dosáhne zletilosti. Teprve po šesti letech bojů se armádě Marie Kristýny, vedené generálem Baldomerem Esparterem, podařilo karlisty přemoci a ukončit tuto dlouhou a krvavou válku. Aby neztratila sympatie umírněných liberálů (moderadores) vydala Marie Kristýna v roce 1834 ústavu. Espartero se ujal vedení radikálních demokratů (progresistas) a žádal od Marie Kristýny razantnější reformy. Královna regentka, které se jakákoli myšlenka reforem protivila, dala přednost rezignaci a Espartero nastoupil jako regent místo ní. Jeho reformy narazily na odpor moderadores, což vyvolalo sérii povstání po celé zemi. Všechna byla sice potlačena, Espartera to přesto nezachránilo a v roce 1843 byl svržen umírněnými liberály, jejichž vláda se brzy stala zcela reakční. Současně vypuklo v Katalánii další karlistické povstání.
Poté, co byla v roce 1843 prohlášena plnoletou, hodlala Isabela zaujmout v politice aktivní roli. Nikdy ale nenabyla velkou popularitu, neboť byla příliš spjatá s konzervativními kruhy a projevovala jen malý zájem o problémy svých poddaných. V roce 1856 se pokusila vytvořit celonárodní vládu, avšak toto její úsilí selhalo a připravilo ji o zbývající prestiž. Pokus o znovudobytí Peru a Chile během španělsko-jihoamerické války pak skončil naprostým nezdarem.

### První republika, restaurace monarchie
V roce 1868 vypukla slavná revoluce, v jejímž průběhu se progresistas vedení generály Juanem Primem a Franciscem Serranem vzbouřili proti královně a přiměli Isabelu k odchodu do exilu. I přes odpor republikánů byla přijata ústava, jež přeměnila Španělsko v konstituční monarchii. Králem zvolily cortesy v roce 1870 prince Amadea, syna italského krále Viktora Emanuela II. Amadeus (1870–1873) nebyl ovšem schopen obnovit pořádek a na pozadí probíhající třetí karlistické války po několika měsících vlády abdikoval. Cortesy potom prohlásily Španělsko republikou a země se ponořila do naprostého chaosu, protože republikáni nedokázali vytvořit fungující vládu, která by zamezila povstáním socialistů a potlačila sílící karlisty. Když v lednu 1874 provedl generál Serrano úspěšný puč, první republika po pouhých 11 měsících trvání zanikla. Po úspěšném převratu v prosinci téhož roku byl Isabelin syn, Alfonso XII., dosazen na španělský trůn.
Vláda Alfonse XII. (1874–1885) se vyznačovala vnitřní konsolidací a hospodářskou prosperitou. V roce 1876 byla vypracována nová ústava. Podle anglického vzoru byl vytvořen systém dvou parlamentních stran – konzervativců a liberálů, mezi nimiž nebyly téměř žádné podstatné rozdíly. Všechna ostatní politická uskupení, jako pravicoví karlisté a levicoví radikálové, socialisté a anarchisté, zůstala z politické soutěže vyloučena. Dále byly zakázány jakékoli odborové organizace, čímž byly dány předpoklady pro budoucí opětovné propuknutí neklidu.

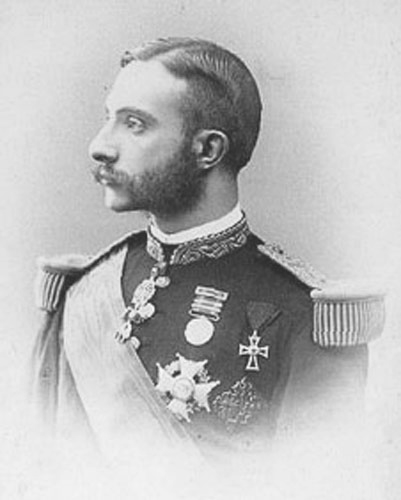
Alfonso XIII.

Po smrti Alfonsa XII. byl králem prohlášen jeho syn Alfonso XIII. (1886–1931), za něhož až do jeho plnoletosti v roce 1902 řídila státní záležitosti jeho matka Marie Kristýna Rakouská. Opětovné povstání na Kubě v roce 1895 vyústilo o tři roky později ve španělsko-americkou válku, v níž bylo Španělsko na hlavu poraženo. Kuba získala nezávislost a poslední španělská kolonie v Americe, Portoriko společně s Filipínami byly odstoupeny Spojeným státům. Tato pohroma roku 1898 (El Desastre) vedla ke zrodu tzv. „generace roku 1898“ – nové generace politiků a intelektuálů žádajících zásadní reformy. Už od osmdesátých let 19. století se dělnictvo začalo sdružovat do marxisticky nebo anarchisticky orientovaných odborových svazů. V roce 1910 se tato hnutí sjednotila v Národní konfederaci práce (CNT). Vedle toho vystupovaly do popředí také různé regionální zájmy, jako třeba v Katalánii, která jako hospodářsky nejrozvinutější část země žádala autonomii. V roce 1909 se v Katalánii konala generální stávka, jíž vládní vojsko brutálně rozdrtilo. Důsledkem bylo prohloubení politických i regionálních antagonismů v zemi.
Po celou dobu trvání první světové války zůstalo Španělsko neutrální, díky čemuž zažilo markantní ekonomický vzestup. Rekordně rostoucí hospodářská produkce ale přispěla ke zvýšení inflace. Dělníci následně zintenzívnili své požadavky vyšších mezd a v roce 1917 zahájili generální stávku. Po válce se hospodářské a sociální obtíže ještě vystupňovaly kvůli drastickému poklesu vývozu a propuknutí epidemie chřipky.

## Diktatury a občanská válka (1921–1975)

### Režim generála Primo de Rivery
Rozhodující úder, který měl být konstituční monarchii nakonec osudným, přišel na počátku dvacátých let z Maroka. „Osvobozovací“ tažení proti berberským kmenům v pohoří Ríf se v roce 1921 zvrhlo v Annualu ve vojenskou katastrofu. Rifští rebelové vedení Abd al-Karímem zde pobili kolem 12 000 španělských vojáků. Porážka jasně odhalila rozsah slabosti a nevýkonnosti španělské vojenské mašinérie a znamenala definitivní konec existence již tak vratkého režimu konstituční monarchie. Strach z anarchistů, z komunistické revoluce a ze vzestupu nacionalismu a separatismu zapříčinil neklid mezi vojáky. V září 1923 provedl generál Miguel Primo de Rivera se souhlasem krále vojenský puč a získal takřka diktátorskou moc. Činnost opozičních stran a všech anarchistických a komunistických hnutí byla zakázána.
I přes silnou počáteční podporu ze strany dělníků a intelektuálů Primo de Riverovy pokusy uklidnit vnitropolitickou situaci skončily nezdarem. Politické a sociální napětí nadále přetrvávalo. Vysoké výdaje v oblasti veřejných služeb hrozily vyústit ve státní bankrot, což generála připravilo i o náklonnost samotné armády. Opozice zatím nabírala na síle. V únoru 1930 byl Alfonso XIII. obrovským tlakem veřejnosti donucen Primo de Riveru propustit. Všeobecné napětí, stávky a nepokoje však ještě více eskalovaly. Když o něco málo později vzešli z nově uspořádaných komunálních voleb jako jasný vítěz republikáni, opustil Alfonso XIII. zemi. 14. dubna 1931 bylo Španělsko podruhé ve své historii prohlášeno republikou.

### Druhá republika
Nastolení druhé republiky bylo vítáno širokými vrstvami španělského obyvatelstva. Ústava vydaná v prosinci 1931 zakotvovala oddělení církve od státu, včetně sekularizace církevního majetku, přiznávala volební právo ženám a zavedla občanský sňatek. Katalánie a Baskicko obdržely autonomii. Koaliční vláda republikánů a socialistů realizovala zásadní sociální reformy, v jejichž rámci připravovaný agrární zákon předpokládal vyvlastnění velkostatků a rozdělení půdy mezi drobné rolníky. Všechny tyto reformy se setkaly s tuhým odporem ze strany církve, velkostatkářů, buržoazie a části armády. Hluboké politické a sociální konflikty proto ještě nabyly na intenzitě. Hospodářské problémy, vyvolané právě zuřící velkou hospodářskou krizí, a nedostatek ochoty ke kompromisům zabránily trvalé konsolidaci státu.
K prvnímu pokusu o vojenský puč, který byl ale zmařen, došlo v srpnu 1932. Po volbách v roce 1933 převzala moc pravice. Ta zvrátila velkou část předchozích reforem, to se týkalo také agrární reformy a mnoha zákonů namířených proti církvi. Následkem toho vypuklo v říjnu 1934 několik izolovaných levicových povstání. Regionální katalánská vláda v Barceloně vyhlásila nezávislost této provincie, což bylo záhy potlačeno vládním vojskem. Největší vzpoura proběhla v Asturii, kde se místní odborové organizace železničářů a horníků spojily s anarchisty a komunisty. Rovněž toto povstání bylo brutálně rozdrceno armádou generála Franca, přičemž přišlo o život kolem 3000 lidí.
Politická nestabilita, rozjitřená aktivitami polovojenských skupin extrémistických pravicových a levicových stran, se ještě více prohloubila po vítězství Lidové fronty (Frente Popular) – spojenectví levicových republikánů, socialistů a komunistů – ve volbách do parlamentu v únoru 1936. Pravice obviňovala vítěze voleb z falšování hlasování a prohlašovala, že se Španělsko pozvolna proměňuje v komunistickou diktaturu. V tomto neklidném období docházelo téměř denně k pouličním bojům a k atentátům na osobnosti pravicového a levicového politického spektra. Zavraždění vůdce falangistů stoupenci socialistických milicí 13. července 1936 přimělo armádní špičky k provedení již dlouho chystaného puče. Republikánskou vládu se jim sice svrhnout nepodařilo, avšak ani ta neměla dost sil, aby povstalce přemohla. Tento neúspěšný pokus o převrat brzy přerostl v celonárodní konflikt.

### Občanská válka
Konflikt začal 17. července 1936 vzpourou armády umístěné v Maroku, jíž velel generál Francisco Franco. Současně vyrazily jiné jednotky na severu směrem k Madridu. Nacionalisté usilovali o okamžité uchopení moci, v čemž jim zabránil úspěšný odpor republikánů ve většině velkých měst, dále na východě země (především v Katalánii a Baskicku) a v průmyslových oblastech na severu. Španělsko se tak ocitlo tváří v tvář zdlouhavé občanské válce. Nacionalisté ovládli díky své vojenské převaze v poměrně krátké době rozsáhlé části jihu a západu země a v říjnu 1936 zřídili v Burgosu vládu, do jejíhož čela se postavil Franco. Ten si zajistil mezinárodní uznání nacistického Německa, fašistické Itálie a Portugalska, které nacionalisty podporovaly už od počátku konfliktu. Republikáni obdrželi pomoc ze Sovětského svazu a od levicově smýšlejících dobrovolníků z celé Evropy – interbrigadistů. Západní demokratické mocnosti Francie a Velká Británie se po celou válku přidržovaly politice „nevměšování“.
Obležení Alcázaru v Toledu na počátku války se ukázalo být klíčovým momentem celého konfliktu. I přes útok nacionalistů v listopadu 1936 udrželi republikáni Madrid pod svou kontrolou. Třebaže republikáni následně zvítězili v několika bitvách, jejich území se pod tlakem nacionalistů začalo rychle drolit. Sever a celé Baskicko padly na konci roku 1937, aragonská fronta se zhroutila nedlouho poté. Nepochybně nejhanebnější událost celé války představuje bombardování města Guernica, provedené německou legií Condor. Bitva na řece Ebro probíhající od července do listopadu 1938 byla posledním zoufalým pokusem republikánů zvrátit situaci. V lednu 1939 padla do rukou nacionalistů Barcelona. Zbývající republikánské armády se rozpadly a 28. března téhož roku vstoupili nacionalisté do Madridu. 2. dubna prohlásil Franco občanskou válku za ukončenou. Konflikt si vyžádal přes půl milionu lidských životů, rozsáhlé oblasti země byly zpustošeny a hospodářství se nacházelo v troskách. Nacionalisté i republikáni vedli válku s nevýslovnou brutalitou – masakry civilistů a zajatců se staly obvyklou praxí obou válčících stran. Po skončení bojů byly tisíce republikánů uvězněny a v letech 1939 až 1943 skončilo kolem 150 000 z nich na popravišti.

### Diktatura Francisca Franca

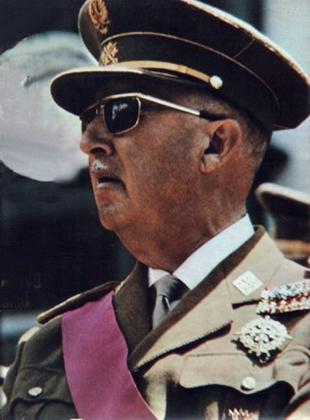
Francisco Franco

S podporou falangy, církve a armády zřídil Franco paternalistický a klerofašistický diktátorský režim založený na stavovských principech. Na místo dříve mocných odborů byla vytvořena jednotná odborová organizace a veškerá opozice byla tvrdě pronásledována armádou a policií. Autonomie Katalánie a Baskicka byla zrušena, přičemž jakékoli projevy svébytnosti regionálních jazyků či kultury byly tvrdě potlačovány. Frankův režim zároveň revidoval veškeré reformy realizované za druhé republiky. Zrušeno bylo rovněž oddělení církve od státu. Zdůrazňovány byly tradiční konzervativní hodnoty jako rodina a církev.
Španělsko si v průběhu druhé světové války podrželo neutralitu, i přes zjevné sympatie k mocnostem Osy. Nejpozději od roku 1943 se však Franco začal pozvolna přiklánět na stranu západních spojenců. I přes to se Frankův režim v roce 1945 ocitl v naprosté mezinárodní izolaci a navzdory katastrofálním ekonomickým následkům občanské války nebylo Španělsko zahrnuto do Marshallova plánu. Navíc v roce 1946 prohlásila OSN španělskou vládu za diktátorský režim. Hospodářsky se Španělsko dostalo v této době na samé dno – mzdy na konci čtyřicátých let byly na sotva poloviční úrovni oproti předválečnému stavu. Napjatou situaci v zemědělství ještě zkomplikovalo dlouhotrvající období sucha, v důsledku čehož se zemí šířil hlad.
V roce 1945 byl schválen zákon o národním referendu, který měl potvrdit "demokratizaci" režimu. Na přímou volbu došlo poprvé v roce 1947, kdy byl přijat důležitý zákon o nástupnictví hlavy státu. V jeho prvním článku stálo:
Španělsko je katolický, sociální a zastupitelský stát, se v souladu se svou tradicí ustanovuje jako království.
V osmém článku se říká, že pokud by nebyl předem jmenován nástupce a hlava státu zemře či je nezpůsobilá vykonávat svůj úřad, regentská rada (s přesně stanoveným složením) určí na tajném a nepřerušovaném zasedání alespoň dvěma třetinami hlasů osobu z královského rodu, kterou musí v souladu s tímto zákonem a nejvyššími zájmy vlasti představit kortesům, které rozhodnou o královském titulu. Podmínky byly tyto: muž a Španěl starší třiceti let, který je katolík, má všechny nezbytné předpoklady pro výkon svého vznešeného poslání a složí přísahu věrnosti základním zákonům a principům, jimiž se řídí Národní hnutí.
V jedenáctém článku se dále praví, že jakmile je v osobě krále ustanovena koruna, řád nástupnické posloupnosti bude vycházet z prvorozenství a výhradního zastoupení; přednost má starší linie před mladší a mužská před ženskou, které královská hodnost nepřísluší, ale může jí převést na své dědice.
Tento zákon byl schválen 82% hlasů a znamenal druhé zrození režimu. V roce 1948 se šéf Španělského státu Francisco Franco a barcelonský hrabě don Juan Bourbonský (pretendent trůnu) dohodli že Juanův syn a nástupce Juan Carlos bude vychováván ve Španělsku. Toto byl důležitý prvek k restauraci dynastie.
Nicméně prohlubující se studená válka přiměla americkou vládu hledat v západní Evropě nové spojence proti Stalinovi. Prvním krokem Frankova režimu na cestě z izolace se stalo uzavření konkordátu s Vatikánem v roce 1953. V témže roce navštívil Španělsko americký prezident Dwight D. Eisenhower. Španělsko se zavázalo udělit Spojeným státům letecké a námořní základny, za což mu byla poskytnuta rozsáhlá vojenská a hospodářská pomoc. V prosinci 1955 bylo přijato do OSN. Ve stejném roce se Franco vzdal kontroly severního Maroka (kromě Ceuty a Melilly). V sedmdesátých letech pak Španělsko ztratilo Západní Saharu a Rovníkovou Guineu.
Po občanské válce přestala dočasně existovat jakákoli opozice vůči režimu. To se změnilo teprve v roce 1956, kdy v Madridu propukly studentské bouře. Rostoucí nespokojenost se sociální situací vyústila v masové stávky a demonstrace v Katalánsku a Baskicku. Vzestupnou tendenci zaznamenala i nacionalistická hnutí jako například teroristická organizace ETA. V šedesátých letech zažilo Španělsko razantní hospodářský vzestup. S podporou Mezinárodního měnového fondu a OECD byly realizovány rozvojové programy, jež společně s nastolením liberálnějšího ekonomického kurzu v celém hospodářství přispěly k růstu bohatství země. Příliv zahraničních investic a rozvíjející se turistický průmysl stimulovaly hospodářský rozmach. Politická práva a svobody španělských občanů ovšem zůstávaly i nadále velmi okleštěné. V důsledku rostoucího tlaku opozičních sil zmírnil režim řadu represivních zákonů. Tak byla omezena dosavadní přísná cenzura tisku a byly posíleny kompetence parlamentu. V roce 1969 Franco oficiálně ustanovil bourbonského prince Juana Carlose, vnuka Alfonsa XIII., za svého nástupce. Poslední roky Frankovy vlády se přesto vyznačovaly nárůstem represí.
V říjnu 1975 upadl generál Franco do kómatu a 20. listopadu téhož roku zemřel. Juan Carlos I. byl prohlášen králem Španělska a okamžitě po svém nástupu zahájil demokratizační proces, čímž zasadil diktátorskému režimu definitivní úder. Díky své osobní autoritě přispěl král značnou měrou k mírovému přechodu země od diktatury k demokracii.

## Demokracie v konstituční monarchii (od 1975)

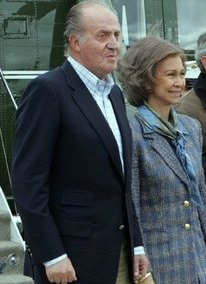
Král Juan Carlos I. s chotí, královnou Sofií Řeckou

Juan Carlos I. jmenoval novým ministerským předsedou Adolfa Suáreze, jenž se stal spolu s králem hybnou silou demokratizace země. V prosinci 1976 se Španělé vyjádřili v referendu pro zásadní reformy politických institucí a veřejného života. V  prvních svobodných volbách do parlamentu v létě 1977 zvítězila Suárezova centristická strana Unión de Centro Democrático (UCD). V prosinci 1978 schválilo téměř 90 % voličů novou ústavu, která učinila ze Španělska konstituční a parlamentní monarchii. Baskicko a Katalánsko a nedlouho po nich i ostatní regiony obdržely autonomní status. Dosud unitární Španělsko se přeměnilo ve faktickou federaci autonomních celků.
Během zasedání parlamentu dne 23. února 1981 byla budova parlamentu obsazena vojenskými a policejními jednotkami vedenými podplukovníkem Antoniem Tejerem, které zadržely poslance jako své rukojmí. Tento armádou zinscenovaný puč (pokus o státní převrat ve Španělsku) byl však tvrdě odsouzen králem, jenž v celonárodně vysílaném projevu odmítl násilí a vyslovil se pro demokracii, načež se vojáci stáhli do kasáren. Z voleb v říjnu 1982 vzešla vítězně Španělská socialistická dělnická strana (Partido Socialista Obrero Español, PSOE) v čele s předsedou Felipem Gonzálezem. V témže roce přistoupilo Španělsko k Severoatlantické alianci (NATO) a v roce 1986 bylo Španělsko přijato do Evropského společenství (ES).
V roce 1992 se v Barceloně konaly XXV. letní olympijské hry. Socialisté vedení Gonzálesem opakovaně vítězili ve volbách až do roku 1996, kdy se nejsilnější politickou silou stala pravicová Lidová strana (Partido Popular), v jejímž čele stál José María Aznar. Aznarově vládě se podařilo stabilizovat ekonomiku, sužovanou vysokou nezaměstnaností (kolem 20 %), a umožnila Španělsku podílet se 1. ledna 1999 na přípravných krocích k zavedení jednotné evropské měny – eura. Přetrvávajícím problémem zůstávaly po celá devadesátá léta teroristické akce organizované baskickými separatisty (organizace ETA), jímž padlo za oběť přes 800 lidí.
Bezprostředně po útoku Al-Káidy na World Trade Center v New Yorku a další cíle ve Spojených státech dne 11. září 2001 ujistila Aznarova vláda Spojené státy o španělské podpoře boje proti terorismu. 11. března 2004 otřásl Madridem a celým Španělskem drtivý útok teroristů. V ranních hodinách toho dne, zatímco lidé spěchali do zaměstnání a škol, explodovalo v plně obsazených vlacích na madridském nádraží deset náloží, které způsobily smrt skoro 200 osob a dalších několik set lidí těžce zranily. V prvních hodinách po útoku byla za tento masakr činěna zodpovědnou baskická ETA, nicméně vyšetřování prokázalo islamistické pozadí akce. V parlamentních volbách, jež se konaly tři dny poté, získala jednoznačnou převahu Španělská socialistická dělnická strana (PSOE) vedená Josém Zapaterem. Jeho strana zvítězila i ve volbách konaných v roce 2008.
Od roku 2011 do 1. června 2018 byl španělským premiérem Mariano Rajoy ze strany Partido Popular. Rajoy byl svržen těsnou většinou 180 poslanců parlamentu poté, co byla prokázána velká korupční aféra ve vedení jeho strany. Jeho nástupcem se stal s podporou baskických politiků Pedro Sánchez ze socialistické strany PSOE.
Juan Carlos I. v červnu 2014 abdikoval na královský trůn a španělským králem se stal jeho syn Filip VI.